# Raffaella Reggi
Raffaella Reggi (Faenza, 27 de novembre de 1965) és una extennista italiana que va competir en els anys 80. Va aconseguir de la medalla de bronze olímpica a Los Angeles 1984 en categoria individual (medalla no oficial en ser esport de demostració). En el seu palmarès destaca un títol de Grand Slam en categoria de dobles mixts, concretament el US Open (1986) amb el català Sergio Casal.
L'any 1985 va esdevenir la primera tennista italiana en guanyar l'Internazionali d'Italia des d'Annelies Ullstein-Bossi l'any 1950, i encara no l'ha succeït cap més tennista italiana.

## Torneigs de Grand Slam

### Dobles mixts: 1 (1−0)
| Resultat  | Núm. | Any  | Torneig | Parella      | Oponents en la final              | Marcador |
| --------- | ---- | ---- | ------- | ------------ | --------------------------------- | -------- |
| Guanyador | 1.   | 1986 | US Open | Sergio Casal | Martina Navrátilová Peter Fleming | 6−4, 6−4 |

## Palmarès: 9 (5−4)

### Individual: 11 (5−6)
| Llegenda                     |
| ---------------------------- |
| Grand Slam (0−0)             |
| WTA Tour Championships (0−0) |
| Tier I (0−0)                 |
| Tier II (0−1)                |
| Tier III (0−0)               |
| Tier IV (0−0)                |
| Tier V (1−3)                 |
| Virginia Slims (4−2)         |

| Títols per superfície |
| --------------------- |
| Dura (2−1)            |
| Gespa (0−1)           |
| Terra batuda (3−3)    |
| Moqueta (0−1)         |

| Resultat  | Núm. | Data                   | Torneig                     | Superfície   | Oponent                 | Marcador         |
| --------- | ---- | ---------------------- | --------------------------- | ------------ | ----------------------- | ---------------- |
| Guanyador | 1.   | 29 d'abril de 1985     | Tàrent, Itàlia              | Terra batuda | Vicki Nelson-Dunbar     | 6−4, 6−4         |
| Finalista | 1.   | 6 de maig de 1985      | Barcelona, Espanya          | Terra batuda | Sandra Cecchini         | 3−6, 4−6         |
| Guanyador | 2.   | 19 de maig de 1986     | Lugano, Suïssa              | Terra batuda | Manuela Maleeva         | 5−7, 6−3, 7−6(6) |
| Guanyador | 3.   | 10 de novembre de 1986 | San Juan, Puerto Rico       | Dura         | Sabrina Goleš           | 7−6(4), 4−6, 6−3 |
| Finalista | 2.   | 30 de març de 1987     | Isle of Palms, Estats Units | Terra batuda | Manuela Maleeva         | 7−5, 2−6, 3−6    |
| Guanyador | 4.   | 3 d'agost de 1987      | San Diego, Estats Units     | Dura         | Anne Minter             | 6−0, 6−4         |
| Finalista | 3.   | 11 de juliol de 1988   | Brussel·les, Bèlgica        | Terra batuda | Arantxa Sánchez Vicario | 0−6, 5−7         |
| Finalista | 4.   | 19 de juny de 1989     | Eastbourne, Regne Unit      | Gespa        | Martina Navrátilová     | 6−7(2), 2−6      |
| Finalista | 5.   | 30 d'octubre de 1989   | Indianapolis, Estats Units  | Dura (i)     | Katerina Maleeva        | 4−6, 4−6         |
| Guanyador | 5.   | 30 d'abril de 1990     | Tàrent (2)                  | Terra batuda | Alexia Dechaume         | 3−6, 6−0, 6−2    |

### Dobles: 14 (4−10)
| Llegenda                     |
| ---------------------------- |
| Grand Slam (0−0)             |
| WTA Tour Championships (0−0) |
| Tier I (0−1)                 |
| Tier II (0−0)                |
| Tier III (0−2)               |
| Tier IV (1−0)                |
| Tier V (1−4)                 |
| Virginia Slims (1−0)         |

| Títols per superfície |
| --------------------- |
| Dura (0−3)            |
| Gespa (0−0)           |
| Terra batuda (2−1)    |
| Moqueta (1−3)         |

| Resultat  | Núm. | Data                   | Torneig                   | Superfície   | Parella                   | Oponents                            | Marcador      |
| --------- | ---- | ---------------------- | ------------------------- | ------------ | ------------------------- | ----------------------------------- | ------------- |
| Guanyador | 1.   | 29 d'abril de 1985     | Tàrent, Itàlia            | Terra batuda | Sandra Cecchini           | Patrizia Murgo Barbara Romanò       | 1−6, 6−4, 6−3 |
| Guanyador | 2.   | 28 de març de 1988     | Tampa, Estats Units       | Terra batuda | Terry Phelps              | Cammy MacGregor Cynthia MacGregor   | 6−2, 6−4      |
| Finalista | 1.   | 11 de juliol de 1988   | Brussel·les, Bèlgica      | Terra batuda | Katerina Maleeva          | Mercedes Paz Tine Scheuer-Larsen    | 6−7(3), 1−6   |
| Finalista | 2.   | 10 d'octubre de 1988   | Filderstadt, Alemanya     | Moqueta (i)  | Elna Reinach              | Iwona Kuczyńska Martina Navrátilová | 1−6, 1−6      |
| Finalista | 3.   | 14 d'agost de 1989     | Albuquerque, Estats Units | Dura         | Arantxa Sánchez Vicario   | Nicole Provis Elna Reinach          | 6−4, 4−6, 2−6 |
| Finalista | 4.   | 9 d'octubre de 1988    | Filderstadt (2)           | Moqueta (i)  | Elna Reinach              | Gigi Fernández Robin White          | 4−6, 6−7(2)   |
| Finalista | 5.   | 16 d'octubre de 1989   | Baiona, França            | Dura (i)     | Elna Reinach              | Manon Bollegraf Catherine Tanvier   | 6−7(3), 5−7   |
| Finalista | 6.   | 30 de juliol de 1990   | Mont-real, Canadà         | Dura         | Helen Kelesi              | Betsy Nagelsen Gabriela Sabatini    | 6−3, 2−6, 2−6 |
| Finalista | 7.   | 4 de febrer de 1991    | Oslo, Noruega             | Moqueta (i)  | Sabine Appelmans          | Claudia Kohde-Kilsch Silke Meier    | 6−3, 3−6, 4−6 |
| Guanyador | 3.   | 3 de febrer de 1991    | Linz, Àustria             | Moqueta (i)  | Manuela Maleeva-Fragniere | Petra Langrová Radka Zrubáková      | 6−4, 1−6, 6−3 |
| Finalista | 8.   | 30 de setembre de 1991 | Milà, Itàlia              | Moqueta (i)  | Sabine Appelmans          | Sandy Collins Lori McNeil           | 6−7(0), 3−6   |
| Guanyador | 4.   | 27 de gener de 1992    | Auckland, Nova Zelanda    | Dura         | Rosalyn Fairbank-Nideffer | Jill Hetherington Kathy Rinaldi     | 1−6, 6−1, 7−5 |
| Finalista | 9.   | 10 de febrer de 1992   | Linz                      | Dura (i)     | Claudia Porwik            | Monique Kiene Miriam Oremans        | 4−6, 2−6      |
| Finalista | 10.  | 17 de febrer de 1992   | Cesena, Itàlia            | Moqueta (i)  | Sabine Appelmans          | Catherine Suire Catherine Tanvier   | Renúncia      |

## Trajectòria

### Individual
| Torneig                | 1982 | 1983 | 1984 | 1985 | 1986 | 1987 | 1988 | 1989 | 1990 | 1991 | 1992 | Títols |  |
| ---------------------- | ---- | ---- | ---- | ---- | ---- | ---- | ---- | ---- | ---- | ---- | ---- | ------ |  |
| Open d'Austràlia       | A    | 1R   | A    | A    | NC   | A    | A    | 4R   | 4R   | 1R   | A    | 0 / 4  |  |
| Roland Garros          | A    | 1R   | 3R   | 4R   | 2R   | QF   | 2R   | 2R   | 2R   | A    | 1R   | 0 / 9  |  |
| Wimbledon              | A    | 2R   | 1R   | A    | 4R   | 4R   | A    | 3R   | 1R   | A    | A    | 0 / 6  |  |
| US Open                | A    | 2R   | 2R   | 2R   | 4R   | 3R   | 2R   | 1R   | 3R   | A    | A    | 0 / 8  |  |
| Rànquing a final d'any | 127  | 45   | 62   | 42   | 22   | 17   | 23   | 21   | 23   | 75   | 56   |        |  |